# Publicitarios implicados
Publicitarios Implicados es una asociación solidaria sin afán de lucro formada por profesionales, estudiantes y profesorado del mundo de la comunicación, que da apoyo a microentidades en el desarrollo de estrategias de comunicación, marketing, publicidad, relaciones públicas, etc.
Fundada el 2004 por Richard Wakefield, creativo y profesor de comunicación de la Facultad de Comunicación Blanquerna (Universidad Ramon Llull), la entidad diseña estrategias de comunicación, crea conceptos y produce las piezas de comunicación necesarias de manera altruista para entidades y asociaciones cuyos presupuestos no les permiten invertir en publicidad y comunicación.
La iniciativa, apoyada por la Facultad de Comunicación Blanquerna (Universidad Ramon Llull) y la agencia Zenith Media, ha sido presentada en congresos y actividades organizadas por las universidades de Navarra, Salamanca, Juan Carlos I de Madrid, Gerona, Pompeu Fabra, Alicante, y Barcelona,. También ha participado en el II Congreso Internacional de Creatividad e Innovación Social, organizado por la asociación Crear Mundos en el Centro cultural Sa Nostra de Palma de Mallorca, en noviembre de 2010, y en las jornadas del Proyecto Educativo de Barcelona.
Ha sido premiada en el Publifestival en la edición de 2009, en la categoría "Jóvenes talentos", por la campaña "Queremos llegar antes", para la Fundación Irene Megías contra la Meningitis.
La asociación está formada por un equipo estable de 24 personas y 176 colaboradores. El 62% del equipo son universitarios o ex-universitarios recientes, y el 38%, profesionales en activo.
Algunas de sus campañas son las siguientes:
- La ELA existe, para la Plataforma de Afectados de ELA (Esclerosis Lateral Amiotrófica).[14]
- Queremos llegar antes, para la Fundación Irene Megías contra la Meningitis.
- No pises mis derechos, campaña de iniciativa propia para personas con diversidad funcional.
- Mas no caminarás solo, para Ampert, Asociación contra el Cáncer.